# Nunciatura Apostólica no Lesoto
A Nunciatura Apostólica no Lesoto é um ofício eclesiástico da Igreja Católica no Lesoto. É um posto diplomático da Santa Sé, cujo representante é chamado Núncio Apostólico ou Papal com a categoria de embaixador. O título de Núncio Apostólico no Lesoto é detido pelo prelado nomeado Núncio Apostólico na África do Sul;

## Lista de representantes papais no Lesoto
Pró-Núncios Apostólicos
- John Gordon (19 de agosto de 1967 – 11 de agosto de 1971)
- Alfredo Poledrini (20 de setembro de 1971 – 18 de setembro de 1978)
- Edward Idris Cassidy (25 de março de 1979[1] – 6 de novembro de 1984) [2]
- Joseph Mees (19 de janeiro de 1985[3] - outubro de 1987) [4]
- Ambrose Battista De Paoli (6 de fevereiro de 1988 - 11 de novembro de 1997) [5]

Núncios Apostólicos
- Manuel Monteiro de Castro (7 de março de 1998[6] – 1 de março de 2000) [7]
- Blasco Francisco Collaço (24 de junho de 2000[8] – agosto de 2006)
- James Patrick Green (6 de setembro de 2006[9] – 15 de outubro de 2011) [10]
- Mario Roberto Cassari (17 de março de 2012[11] - 22 de maio de 2015) [12]
- Peter Bryan Wells (13 de fevereiro de 2016[13] – 8 de fevereiro de 2023) [14]
- Henryk Jagodziński (16 de abril de 2024[15] – presente)